# Parafia św. Mikołaja w Brzeźnicy
Parafia św. Mikołaja w Brzeźnicy – parafia rzymskokatolicka w Brzeźnicy, znajduje się w dekanacie Ząbkowice Śląskie-Południe w diecezji świdnickiej. Była erygowana w XII wieku. Jej proboszczem jest ks. Piotr Szpiłyk.